# ووادیسواف اول
ووادیسواف اول (لهستانی: Władysław I؛ ‏ تلفظ لهستانی: [vwaˈdɨswaf]) پسر دوم کازیمیر اول لهستان بود که طی توطئه‌ای برادرش بولسواو دوم لهستان را از سلطنت خلع کرد و خود در سال ۱۰۷۹ به عنوان دوک لهستان به قدرت رسید. او سیاست دوستانه‌ای را در قبال امپراتوری روم مقدس و پادشاهی بوهم در پیش گرفت و سلطه ایشان را گردن نهاد. قسمت‌هایی از خاک لهستان را به بوهم واگذار کرد و خراج سالیانه خود را می‌پرداخت.
مهاجرت بزرگ یهودیان از اروپا غربی به سمت لهستان که در سال ۱۰۹۶ میلادی و مصادف با جنگ اول صلیبی بود در زمان ووادیسواف اول اتفاق افتاد و او رویه‌ای صلح آمیز در برابر یهودیان در پیش گرفت و اجازه داد تا آن‌ها در سرتاسر قلمرو او ساکن شوند.